# Der müde Mann
Der müde Mann (dänisch: Den Trætte Mand) ist ein Designersessel aus dem Jahre 1935, der vom dänischen Designer und Architekten Flemming Lassen (1902–1984) entworfen wurde.

## Entwicklung
Lassen schuf den gepolsterten Sessel „Der müde Mann“ für den Wettbewerb der Kopenhagener Schreinerinnung im Jahr 1935. Seine organische, bärenartige Form und die voluminösen Armlehnen sind kennzeichnend für den Designersessel. Flemming Lassen war in seiner Architektenlaufbahn bekannt für seine geradlinige Formsprache, jedoch sollte der Sessel ein persönlicher Rückzugsort sein. Man fühle sich „so warm und sicher wie ein Eisbärbaby in den Armen seiner Mutter auf dem Inlandeis“.
Lange Zeit galt der Sessel als Designklassiker, 2014 wurde er als Replikat neu produziert. Im Oktober 2014 erreichte einer der Originalsessel bei der Versteigerung des dänischen Auktionshauses Bruun Rasmussen einen neuen Rekordwert und war somit der bis dahin teuerste verkaufte Sessel aller Zeiten in Dänemark.